# Dragon Motors Corporation
Dragon Motors Corporation war ein US-amerikanischer Hersteller von Automobilen.

## Unternehmensgeschichte
Hyman Edelman, Herman Neidick und Joseph Stein gründeten das Unternehmen im Juli 1920. Der Sitz war in Chicago in Illinois. Ein Werk der Filmgesellschaft Selig Polyscope Company wurde erworben. Im gleichen Jahr begann die Produktion von Automobilen. Der Markenname lautete Dragon. Die Fahrzeuge wurden als die elegantesten Autos Amerikas bezeichnet. Produktionspläne beliefen sich auf ein Fahrzeug am Tag. Im Januar 1921 endete die Produktion auf staatlichen Druck. Im Sommer 1921 wurden die Inhaber wegen Betrugs angeklagt und später verurteilt. Im September 1921 folgte der Bankrott.
Insgesamt entstanden 13 Fahrzeuge.
Es gab keine Verbindung zur Dragon Motor Company, die Jahre vorher ebenfalls Autos als Dragon anboten.

## Fahrzeuge
Im Angebot stand nur ein Modell. Es ähnelte den Fahrzeugen der Revere Motor Company. Ein Vierzylindermotor mit 58 PS Leistung trieb die Fahrzeuge an. Das Fahrgestell hatte 305 cm Radstand. Als Aufbauten standen ein fünfsitziger Tourenwagen, ein viersitziger Victoria und ein zweisitziger Roadster namens Pup zur Wahl.